# Tweede Kamerverkiezingen in het kiesdistrict Groningen (1888-1897)

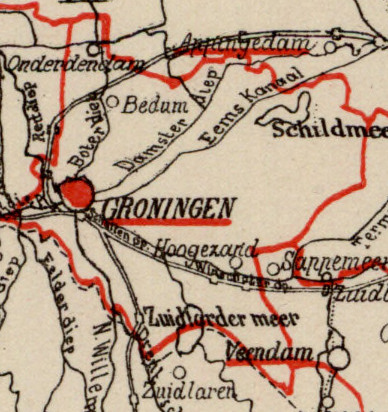
Kiesdistrict Groningen (1888)

Tweede Kamerverkiezingen in het kiesdistrict Groningen (1888-1897) geeft een overzicht van verkiezingen voor de Nederlandse Tweede Kamer in het kiesdistrict Groningen in de periode 1888-1897.
Het kiesdistrict Groningen was al ingesteld in 1848. De indeling van het kiesdistrict werd gewijzigd na de grondwetsherziening van 1887. Tot het kiesdistrict behoorden vanaf dat moment de volgende gemeenten: Bedum, Groningen, Haren, Hoogezand, Noorddijk, Slochteren en Ten Boer.
Het kiesdistrict Groningen was in de periode 1888-1897 een meervoudig kiesdistrict; het vaardigde per zittingsperiode twee leden af naar de Tweede Kamer. Elke kiezer bracht twee stemmen uit. Om gekozen te worden moest een kandidaat minimaal de districtskiesdrempel behalen.
Legenda
- cursief: in de eerste verkiezingsronde geëindigd op de eerste of tweede plaats van de niet-direct gekozen kandidaten, en geplaatst voor de tweede ronde;
- vet: gekozen als lid van de Tweede Kamer.

## 6 maart 1888
De verkiezingen werden gehouden na vervroegde ontbinding van de Tweede Kamer.
|                       | 6 maart | 20 maart |
| --------------------- | ------- | -------- |
| Kiesgerechtigden      | 6.360   | 6.360    |
| Opkomst               | 5.098   | 5.588    |
| Geldige stemmen       | 10.062  | 5.578    |
| Blanco stemmen        | 110     | 7        |
| Kiesdrempel           | 2.516   | 2.789    |
| Kandidaten            |         |          |
| S. van Houten         | 2.573   |          |
| J.D. Veegens          | 2.372   | 3.738    |
| A. Brummelkamp        | 1.643   | 1.840    |
| H.J.A.M. Schaepman    | 1.540   |          |
| J.A. Nieuwenhuis      | 935     |          |
| F. Domela Nieuwenhuis | 726     |          |
| A.M. Prins            | 103     |          |

## 9 juni 1891
De verkiezingen werden gehouden na ontbinding van de Tweede Kamer.
|                       | 9 juni | 23 juni |
| --------------------- | ------ | ------- |
| Kiesgerechtigden      | 6.021  | 6.021   |
| Opkomst               | 3.939  | 4.000   |
| Geldige stemmen       | 7.714  | 3.947   |
| Blanco stemmen        | 150    | 43      |
| Kiesdrempel           | 1.929  | 1.974   |
| Kandidaten            |        |         |
| J.D. Veegens          | 2.387  |         |
| S. van Houten         | 1.785  | 2.629   |
| A. Brummelkamp        | 1.103  | 1.318   |
| H.J.A.M. Schaepman    | 1.059  |         |
| A.L. Poelman          | 904    |         |
| F. Domela Nieuwenhuis | 320    |         |
| F. van der Goes       | 92     |         |

## 10 april 1894
De verkiezingen werden gehouden na vervroegde ontbinding van de Tweede Kamer.
|                    | 10 april |
| ------------------ | -------- |
| Kiesgerechtigden   | 6.026    |
| Opkomst            | 3.569    |
| Geldige stemmen    | 6.647    |
| Blanco stemmen     | 481      |
| Kiesdrempel        | 1.662    |
| Kandidaten         |          |
| J.D. Veegens       | 2.123    |
| H.L. Drucker       | 1.841    |
| S. van Houten      | 1.107    |
| A. Brummelkamp     | 582      |
| J. Haspers         | 508      |
| H.J.A.M. Schaepman | 199      |
| J.G. Gleichman     | 112      |

## Voortzetting
Bij de herziening van de Kieswet in 1896 werden de meervoudige kiesdistricten opgeheven. Het kiesdistrict Groningen werd gesplitst in twee enkelvoudige kiesdistricten, Groningen en Hoogezand.